# 11317 Hitoshi
11317 Hitoshi (1994 TX12) là một tiểu hành tinh vành đai chính được phát hiện ngày 10 tháng 10 năm 1994 bởi Spacewatch ở Kitt Peak.